# ローレンス・デミー
ローレンス・デミー（Lawrence Demmy　- 2016年12月9日）は、イギリス出身の男性フィギュアスケート選手。1952年、1953年、1954年、1955年世界フィギュアスケート選手権アイスダンスチャンピオン。パートナーはジーン・ウエストウッド。

## 経歴
1952年から4年連続で世界フィギュアスケート選手権優勝した。
1954年、1955年ヨーロッパフィギュアスケート選手権優勝した。
1977年にジーン・ウエストウッドと共に世界フィギュアスケート殿堂入りした。
国際スケート連盟の副会長を務めた。
2016年12月9日、85歳で死去した。

## 主な戦績
| 大会/年    | 1951-52 | 1952-53 | 1953-54 | 1954-55 |
| ---------- | ------- | ------- | ------- | ------- |
| 世界選手権 | 1       | 1       | 1       | 1       |
| 欧州選手権 |         |         | 1       | 1       |

## アイスダンス競技の実施
- 世界フィギュアスケート選手権でアイスダンス競技が実施されたのは1952年からで、ヨーロッパフィギュアスケート選手権でアイスダンス競技が実施されたのは1954年からであった。ローレンスとジーン・ウエストウッドのカップルはともに初代アイスダンスチャンピオンとなったが、冬季オリンピックにおいてアイスダンス競技はまだ正式種目とはなっておらず、1976年のインスブルックオリンピックまで待たねばならない。